# 神農清治
神農 清治（かんのう きよはる、1953年9月22日 - ）は、岩手県出身の元プロ野球選手。ポジションは外野手。

## 来歴・人物
花巻商業高等学校では三番打者として活躍し、夏の全国高校野球予選ベスト４の原動力となった。
1971年のドラフトでロッテオリオンズから14位で指名され入団。
一軍公式戦に出場することはなく、退団した。

## 詳細情報

### 年度別投手成績
- 一軍公式戦出場なし

### 背番号
- 66 （1972年）
- 56 （1973年）